# ليني كاي
ليني كاي (بالإنجليزية: Lenny Kaye)‏ (27 ديسمبر 1946، مانهاتن في الولايات المتحدة)؛ منتج أسطوانات، موسيقي، كاتب أغاني، صحفي، عازف قيثارة وروائي أمريكي.

## روابط خارجية
- ليني كاي على موقع IMDb (الإنجليزية)
- ليني كاي على موقع الموسوعة البريطانية (الإنجليزية)
- ليني كاي على موقع ميوزك برينز (الإنجليزية)
- ليني كاي على موقع أول ميوزيك (الإنجليزية)
- ليني كاي على موقع ديسكوغز (الإنجليزية)
- ليني كاي على موقع قاعدة بيانات الفيلم (الإنجليزية)